# Ludwigsfelde
Ludwigsfelde  város Németország Brandenburg tartományában.

## Fekvése
A berlini városhatártól 11 km-re délre fekszik a város.

## Politika

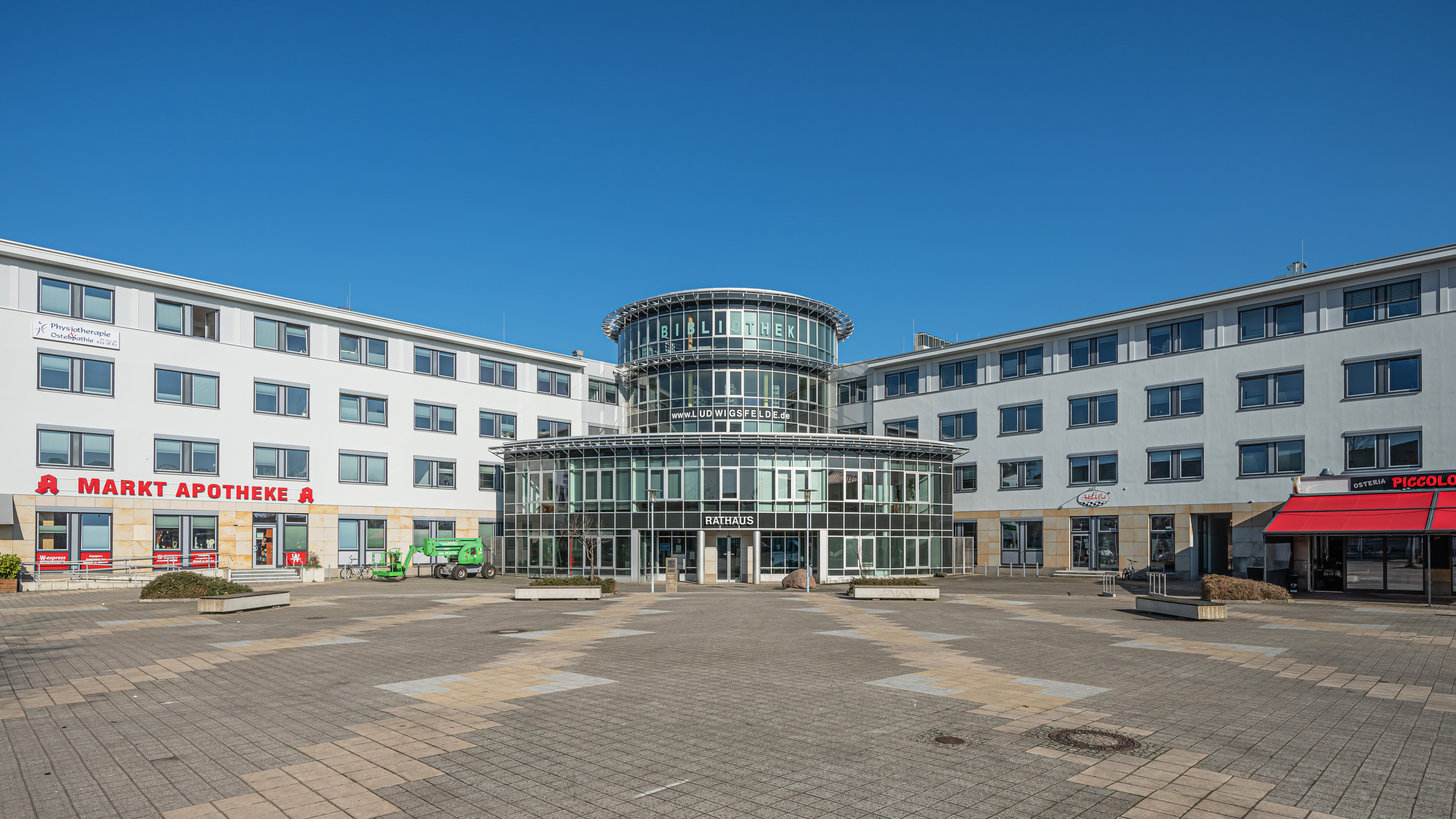
A tanácsház

A városi tanácsnak 28 tagja van:
| Listák                         | (%)   | Mandátumok |
| ------------------------------ | ----- | ---------- |
| SPD                            | 43,00 | 12         |
| Die Linke                      | 24,22 | 7          |
| CDU                            | 14,89 | 4          |
| Parteilose Bürger Ludwigsfelde | 7,06  | 2          |
| Frauen in Ludwigsfelde         | 4,13  | 1          |
| FDP                            | 3,91  | 1          |
| REP                            | 2,79  | 1          |

## Gazdaság
Ludwigsfeldei Iparművek

## Testvérvárosai
- Lengyelország Zdzieszowice, Opolei vajdaság